# Corruption (Computerspiel)
Corruption ist ein Computerspiel des britischen Entwicklers und Publishers Magnetic Scrolls aus dem Jahr 1988. In dem Textadventure übernimmt man die Rolle eines Börsenmaklers, der sich Betrugsvorwürfen ausgesetzt sieht.

## Handlung
Corruption spielt im London der späten 1980er-Jahre. Der Spieler übernimmt die Rolle des Börsenmaklers Derek Rogers, der gerade zum Teilhaber der Firma Rogers & Rogers (die Namensgleichheit mit Derek Rogers ist Zufall) aufgestiegen ist und sich in einem Netz aus Intrigen gegen ihn wiederfindet. Zu Beginn des Spiels erfährt Derek lediglich andeutungsweise, dass sein beruflicher Aufstieg nicht mit rechten Dingen zugegangen ist; im weiteren Verlauf sieht er sich mit gefälschten Betrugsvorwürfen, untergeschobenen Drogen und körperlichen Attacken konfrontiert. Gegen Rogers & Rogers wird wegen Insiderhandels ermittelt, und die Täter versuchen, Derek als Sündenbock hinzustellen. Spielziel ist es, innerhalb eines Tages die Vorwürfe gegen sich aufzuklären, Beweise gegen die Hintermänner zu sammeln und diese, so sie hieb- und stichfest sind, der Polizei zu übergeben. Erschwert wird dies dadurch, dass Dereks Frau eine Affäre mit dem Geschäftsführer hat und heimlich gegen ihn arbeitet.

## Spielprinzip und Technik
Corruption ist ein Textadventure, das heißt, Umgebung und Geschehnisse werden als Bildschirmtext aus- und die Handlungen des Spielers ebenfalls als Text über die Tastatur eingegeben. In fast allen Versionen werden die Szenerie illustrierende Standbilder angezeigt; lediglich die Spectrum-+3- und die Apple-II-Versionen müssen wegen des begrenzten Speichers ohne jede grafische Untermalung auskommen. Insgesamt gibt es 28 dieser Bilder, bei denen es sich um nachbearbeitete Fotografien handelt. In den 16-Bit-Versionen gibt es zwischen Bild und Textfeld ein mit der Maus bedienbares Pull-Down-Menü, in dem Spieleinstellungen vorgenommen und Spielstände angelegt und geladen werden können.
Im Gegensatz zu den meisten Textadventures der damaligen Zeit liegt der Fokus in Corruption weniger auf dem Lösen von Rätseln mit Hilfe gefundener Gegenstände als vielmehr auf dem Sammeln und Kombinieren von Hinweisen. Ein wesentliches Element des Spiels ist die Zeit. Der Spieler hat einen Tag Zeit, den Fall zu lösen. Während dieses Tages agieren die etwa 30 im Spiel vorkommenden Personen nicht statisch, sondern gehen gescriptet einem Tagwerk nach, suchen unterschiedliche Orte auf und kommunizieren miteinander. Das Spiel ist somit nicht jederzeit lösbar, vielmehr muss der Spieler regelmäßig Spielabschnitte wiederholen, um Beobachtungen und Erlebnisse in eine erfolgversprechende Strategie umzusetzen.

## Produktionsnotizen
Autor Rob Steggles hatte für Magnetic Scrolls zuvor schon als Freelancer die ersten beiden Adventures der Firma, The Pawn und The Guild of Thieves, geschrieben. Nach Beendigung seines Studiums bot ihm die Firma 1987 eine Festanstellung an, die Steggles annahm. Er überzeugte die Firmenleitung von seinem Konzept eines zeitgenössischen (in den 1980er-Jahren spielenden) Wirtschaftsthrillers. Als Programmierer wurde ihm mit Hugh Steers einer der Gründer der Firma zur Seite gestellt. Für sein Skript recherchierte Steggles in Bankgebäuden, zu denen er über Freunde und Verwandte Zugang hatte, und studierte einschlägige Rechtsquellen. Das Spiel beinhaltet Themen wie außereheliche Affären und Drogenkonsum und wendet sich damit an ein eher älteres Publikum.
Der Spieleverpackung beigelegt waren ein Handbuch in Form von Filofax-Seiten, eine Karte der Räumlichkeiten des Spiels, eine Audiokassette mit Musik und einem spielrelevanten Dialog sowie ein Casinochip. Die Beilagen wurden im Spiel referenziert und dienten als Kopierschutz.
Corruption ist das vorletzte klassische Textadventure von Magnetic Scrolls, gefolgt nur noch von Fish! aus dem gleichen Jahr. Zu dieser Zeit hatten reine Textadventures, die ihre Blütezeit Anfang bis Mitte der 1980er-Jahre hatten, keine großen Marktchancen mehr. Zudem waren Magnetic-Scrolls-Spiele teuer in der Produktion, da jeweils größere Teams an einem Spiel arbeiteten. Corruption konnte kostengünstig erstellt werden, da nur Rob Steggles und Hugh Steers an der Produktion beteiligt waren. Während der Finalisierung der Arbeiten an Corruption arbeitete Magnetic Scrolls an einer grafischen Bedienoberfläche für Adventures, die den Untergang der Firma aber nicht mehr aufhalten konnte.
Dem Spiel gereichte zum Vorteil, dass kurz zuvor der thematisch vergleichbare Film Wall Street seinen Kinostart in Großbritannien hatte.

## Rezeption
Corruption erhielt in der Fachpresse im Allgemeinen positive Reviews. Die Zeitschrift Computer & Video Games verlieh Corruption im Rahmen der Golden Joysticks Awards 1989 den Titel „Best Adventure Game 8bit“.
Positiv hervorgehoben wurden das ungewöhnliche Setting sowie die Raum- und Charakterbeschreibungen. Der Parser wurde allgemein als hochwertig angesehen, vereinzelt jedoch für Unzulänglichkeiten kritisiert. Ohne Wertung angemerkt wurde der hohe Schwierigkeitsgrad des Spiels.
Die britische Computer & Video Games hob hervor, dass Magnetic Scrolls mit Corruption erstmals ein Spiel ohne den firmentypischen Humor publizierte. Redakteur Keith Campbell monierte, dass die Möglichkeiten zur Kommunikation mit NPCs limitiert seien.
Der Ludohistoriker Jimmy Maher lobte 2016 retrospektiv, dass Corruption den Zeitgeist des späten britischen Hyperkapitalismus unter Margaret Thatcher gut einfange. Die Hintergründe des Spiels seien von Steggles trotz seines jungen Alters hervorragend recherchiert und implementiert worden. Das Spiel kranke aber daran, dass es für den Spieler keine Hinweise, dass gegen ihn intrigiert werde. Man müsse ohne Anlass in der Firma Diebstähle und Einbrüche begehen und seiner Frau Fallen stellen, um herauszufinden, dass etwas nicht stimme. Ein Kernelement des Spiels bestünde zudem darin, aufgrund versäumter Aktionen zu scheitern und das Spiel erneut beginnen zu müssen, was die Motivation des Spielers senke.